# Elecciones

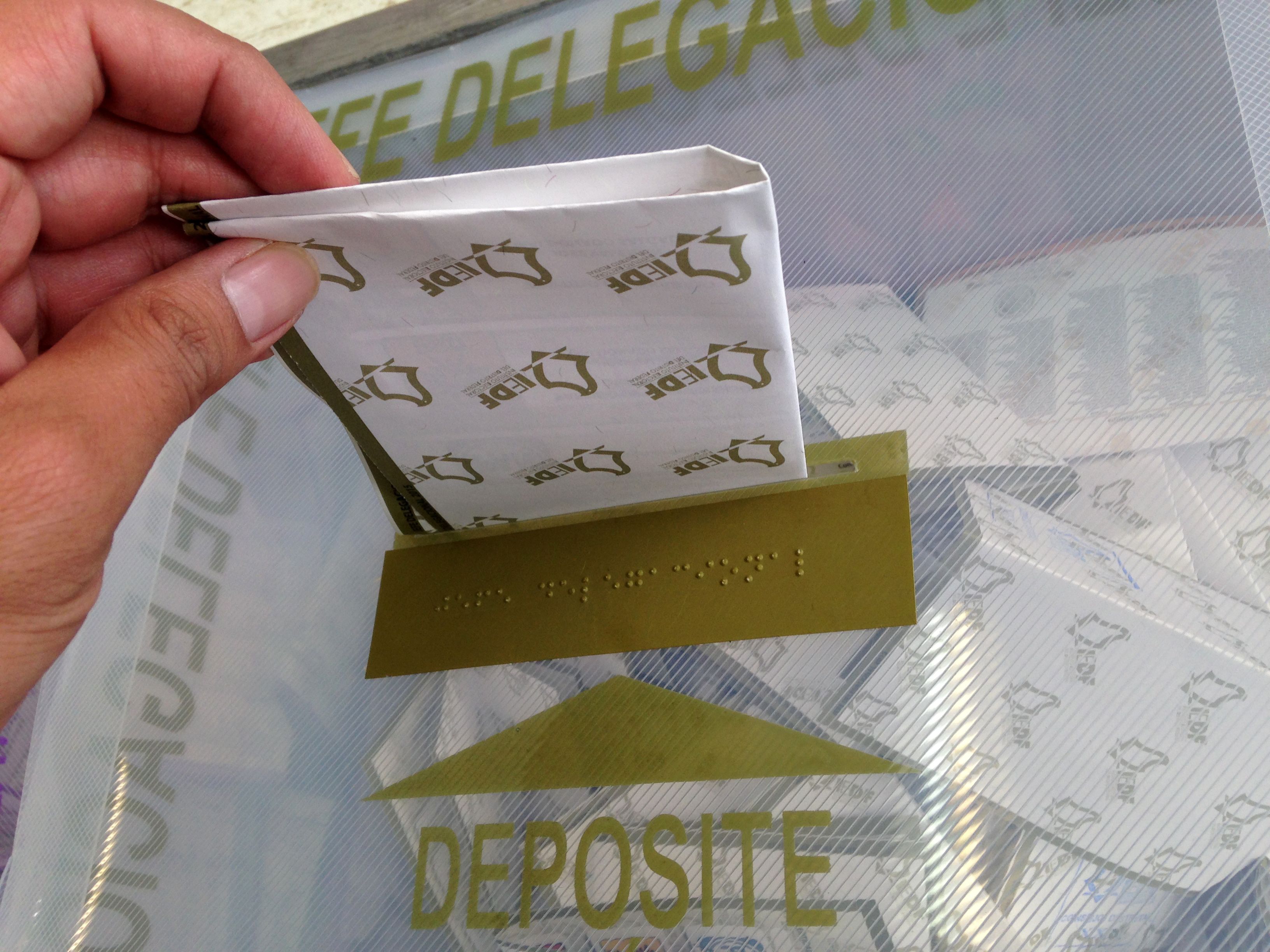
Introduciendo un voto en la urna para las elecciones en el Distrito Federal de México de 2015.

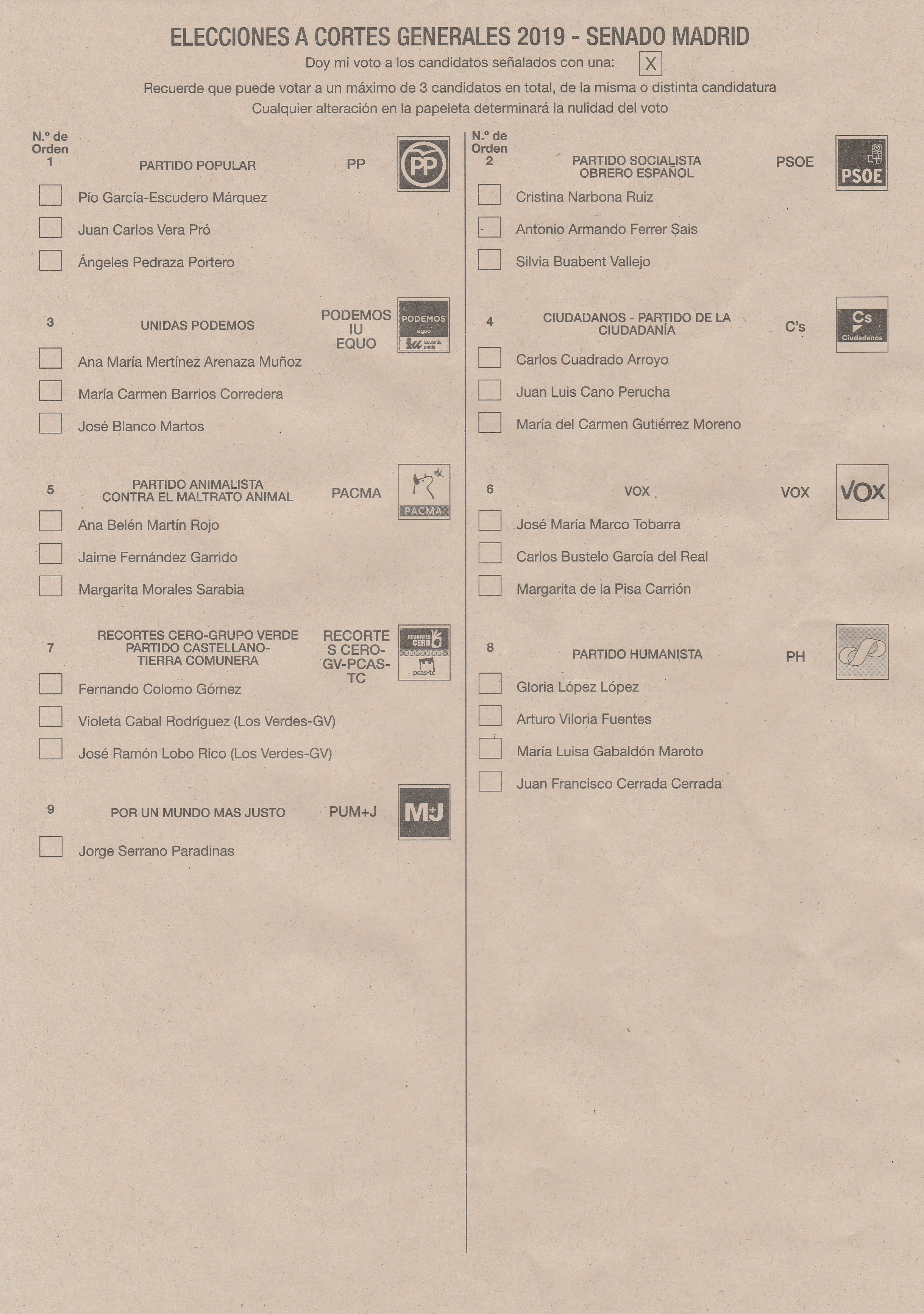
Papeleta electoral para el Senado. Elecciones Generales de España de 2019, circunscripción de Madrid.

Las elecciones o comicios son un proceso institucional en el que los electores eligen con su voto, entre una pluralidad de candidatos a quienes ocuparán los cargos políticos en una democracia representativa. Se celebran periódicamente, lo que constituye una de las condiciones para considerar un sufragio libre.
Según el ámbito territorial pueden ser municipales (locales), regionales (denominadas estatales, en países federales, o autonómicas o cantonales), generales (llamadas también federales, legislativas o estatales) o supraestatales (como es el caso de las elecciones europeas). Además, en muchas democracias representativas se convocan elecciones a la jefatura del Estado o del Gobierno. Y también a determinados cargos judiciales, como en el caso del Estado Plurinacional de Bolivia.
Si se reconoce la soberanía popular, todo el pueblo tiene derecho tanto al sufragio activo (cuando todos pueden votar, se habla de sufragio universal, si no, de sufragio restringido) como al sufragio pasivo (todos han de poder ser elegidos). En ocasiones la ley prevé circunstancias en las que se pierde el derecho de sufragio o requisitos de distinta naturaleza para su ejercicio; limitaciones que en algunos casos pueden llegar a ser tan abusivas que desvirtúan los resultados electorales. Un mecanismo que altera la igualdad en las elecciones es la manipulación interesada del tamaño y distribución de las circunscripciones electorales (gerrymandering, rotten boroughs).
Las características de las elecciones en cada país se regulan en la legislación electoral, que define su peculiar sistema electoral, como por ejemplo su naturaleza de elecciones directas (la totalidad de la ciudadanía elige directamente con su voto al cargo elegido) o indirectas (hay un cuerpo intermedio, compuesto por representantes elegidos por toda la ciudadanía, que es el que toma la decisión). La introducción de novedades en los sistemas electorales se denomina reforma electoral. El mecanismo habitual de participación política de los ciudadanos en la democracia liberal son las instituciones denominadas partidos políticos, aunque hay otros mecanismos para la presentación de candidaturas electorales (coaliciones electorales, agrupaciones de electores, etc.).
En casi todos los países, como parte de su sistema democrático, existen instituciones político-electorales, que se encargan tanto de organizar las elecciones como de dirimir los diversos conflictos de esa índole que a ellos se someten. En algunos casos, en solo uno de ellos recae la obligación de ejecutar ambas encomiendas.
La rama de la ciencia política que analiza científicamente las elecciones se denomina psefología (de psephos ψῆφος, "guijarro" en griego, por los que se usaban en la democracia griega como papeletas electorales (véase también ostracon).

## Historia

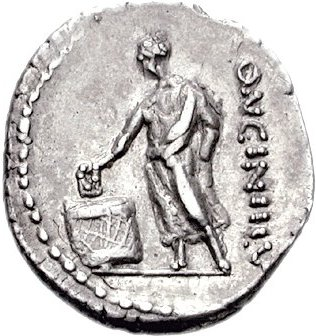
moneda romana que representa una elección

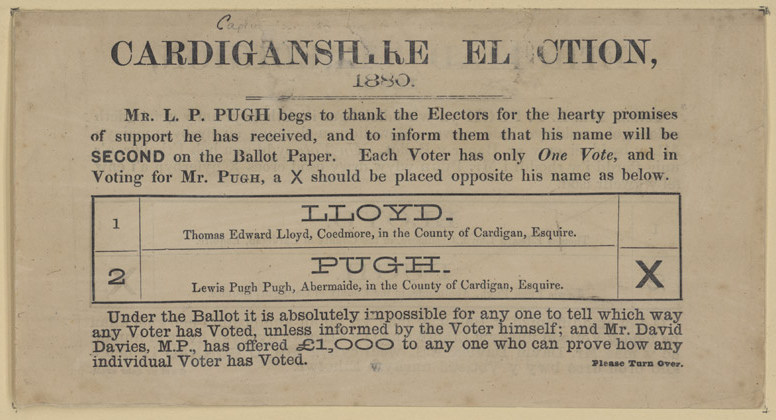
Un folleto de la campaña electoral británica con una ilustración de un ejemplo de papeleta electoral, 1880

Las elecciones se utilizaron en épocas tan tempranas como la antigua Grecia y la antigua Roma, y durante todo el periodo medieval para elegir a gobernantes como el emperador del Sacro Imperio Romano Germánico (véase elección imperial) y el papa (véase elección papal).
El rey de la dinastía Pala Gopala I (gobernó c. 750s - 770) a principios de la Bengala medieval fue elegido por un grupo de jefes feudales. Tales elecciones eran bastante comunes en las sociedades contemporáneas de la región. En el Imperio Chola, alrededor del año 920 de la era cristiana, en Uthiramerur (en la actual Tamil Nadu), se utilizaban hojas de palma para seleccionar a los miembros del comité del pueblo. Las hojas, con los nombres de los candidatos escritos en ellas, se colocaban dentro de una vasija de barro. Para seleccionar a los miembros del comité, se pedía a un joven que sacara tantas hojas como puestos disponibles. Esto se conocía como el sistema Kudavolai.
Las primeras elecciones populares registradas de funcionarios a cargos públicos, por mayoría de votos, en las que todos los ciudadanos eran elegibles tanto para votar como para ocupar cargos públicos, se remontan a los Éforos de Esparta en el año 754 a. C., bajo el gobierno mixto de la Constitución de Esparta.  Las elecciones democráticas atenienses, en las que todos los ciudadanos podían ocupar cargos públicos, no se introdujeron hasta 247 años después, hasta las reformas de Clístenes. Bajo la anterior Constitución Soloniana (c. 574 a. C.), todos los ciudadanos atenienses podían votar en las asambleas populares, en asuntos de derecho y política, y como jurados, pero sólo las tres clases más altas de ciudadanos podían votar en las elecciones. Tampoco las clases más bajas de las cuatro clases de ciudadanos atenienses (definidas por su riqueza y propiedades, y no por su nacimiento) podían ocupar cargos públicos, gracias a las reformas de Solón. La elección espartana de los éforos, por lo tanto, también es anterior a las reformas de Solón en Atenas en aproximadamente 180 años.

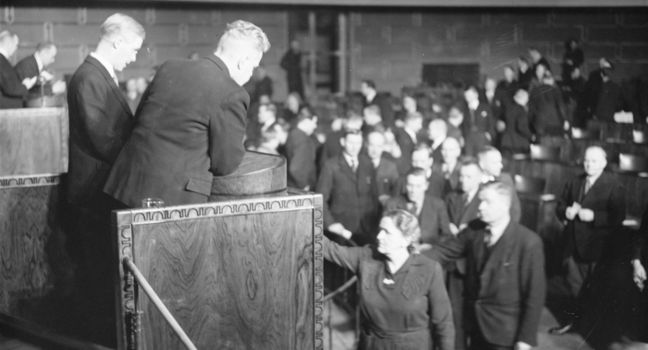
En 1946 Mannerheim dimitió como presidente de Finlandia, y el parlamento de Finlandiaeligió al primer ministro Paasikivi para sucederle, con 159 votos.

Las cuestiones relativas al sufragio, especialmente el sufragio de los grupos minoritarios, han dominado la historia de las elecciones. Los varones, el grupo cultural dominante en Norteamérica y Europa, a menudo dominaban el electorado y siguen haciéndolo en muchos países. Las primeras elecciones en países como Reino Unido y Estados Unidos estaban dominadas por terratenientes o clase dominante varones.  Sin embargo, en 1920 todas las democracias de Europa Occidental y Norteamérica contaban con sufragio universal masculino adulto (excepto Suiza) y muchos países empezaron a considerar el sufragio femenino. A pesar del sufragio universal para los hombres adultos, en ocasiones se erigieron barreras políticas para impedir un acceso justo a las elecciones (véase movimiento por los derechos civiles).

## Funciones
El politólogo Xavier Torres de la Universidad de Barcelona ha indicado que «las elecciones constituyen una práctica sustancial y consustancial de las democracias» ya que «suponen el reconocimiento de la voluntad popular en el quehacer político y abren el acceso en libertad al poder institucional y a su ejercicio legítimo y legal». En este sentido ha señalado cuatro funciones fundamentales de las elecciones en los sistemas democráticos:
1. Generar participación. Las elecciones son el instrumento fundamental de participación de los ciudadanos en el sistema político (aunque no es el único). Mediante el voto expresan sus preferencias optando entre programas políticos distintos, por lo que las elecciones constituyen un momento decisivo para ejercer la influencia política (para establecer los temas de la agenda política). Finalmente, «los resultados electorales vinculan las preferencias del cuerpo electoral con las instituciones políticas».
2. Producir representación. Dada la inviabilidad de que todos los ciudadanos participen diariamente en todas las decisiones públicas, se hace ineludible la democracia representativa y son precisamente las elecciones las que llevan el pluralismo de la sociedad a las instituciones políticas («en un país democrático, las instituciones reflejan las preferencias ciudadanas») y, además, «desempeñan un papel decisivo en el proceso de selección y renovación de los representantes políticos..., a quienes se les confiere un mandato electoral».
3. Proporcionar Gobierno. Los electores quitan y ponen gobiernos con sus votos (directamente en los sistemas presidencialistas; indirectamente en los parlamentarios). Y también determinan quién ocupará la oposición parlamentaria que controle al gobierno. Asimismo establecen la orientación general de las políticas públicas que se llevarán a término, «dado que configuran un Gobierno de uno u otro signo, cuyas prioridades y preferencias políticas difieren entre sí», aunque «la decisión de las urnas no es un cheque en blanco y a lo largo de la legislatura puede aparecer el descontento con las decisiones políticas o el malestar por no poder expresar con una mayor influencia las demandas sociales».
4. Ofrecer legitimación. En las democracias solo se consideran legítimos a los gobernantes elegidos por los ciudadanos, de ahí el papel esencial que tienen las elecciones en cuanto que legitiman el sistema político, el sistema de partidos y la designación de un gobierno. Asimismo contribuyen a la socialización política («creando hábitos de participación, percepción y comprensión del sistema político» democrático) y a la formación de la cultura política del electorado («se estructuran pensamientos, actitudes y comportamientos políticos que contribuyen a la legitimación»). Además dan paso a una nueva fase de comunicación política mediante la interacción entre la opinión pública y la elite política (reflejada, por ejemplo, por los sondeos de opinión) y que es determinante para la legitimación de la acción política entre elección y elección.

Torrens advierte que en los regímenes autoritarios las elecciones —cuando las hay nunca son competitivas—persiguen unas funciones completamente distintas. «En las dictaduras, el poder político no está en juego y entre las funciones de las elecciones [no competitivas] encontramos pretender establecer una legitimidad en el interior del país y en las relaciones internacionales, ofrecer la apariencia de normalidad, promover la adhesión al régimen autoritario que tenga un efecto institucional estabilizador a través de un conformismo generalizado en la sociedad civil, y desprestigiar a la oposición democrática o neutralizarla. [...] La diferencia esencial entre unos sistemas electorales pluralistas y unas elecciones no competitivas redunda en su carácter: elección política en las democracias o control político en las dictaduras».

## Proceso electoral
Xavier Torrens ha señalado que el sufragio en las elecciones de las democracias liberales es universal, libre, igual, directo y secreto y que el incumplimiento de una sola de estas características «nos remite a un sufragio no democrático, que puede ser restringido, no libre, desigual, indirecto o público». Torrens recuerda que «la historia de la democracia ha ido unida a la conquista del sufragio universal».
Partiendo de estos principios el proceso electoral se compone de diferentes etapas (que pueden variar según los países):
1. Inscripción en el censo electoral

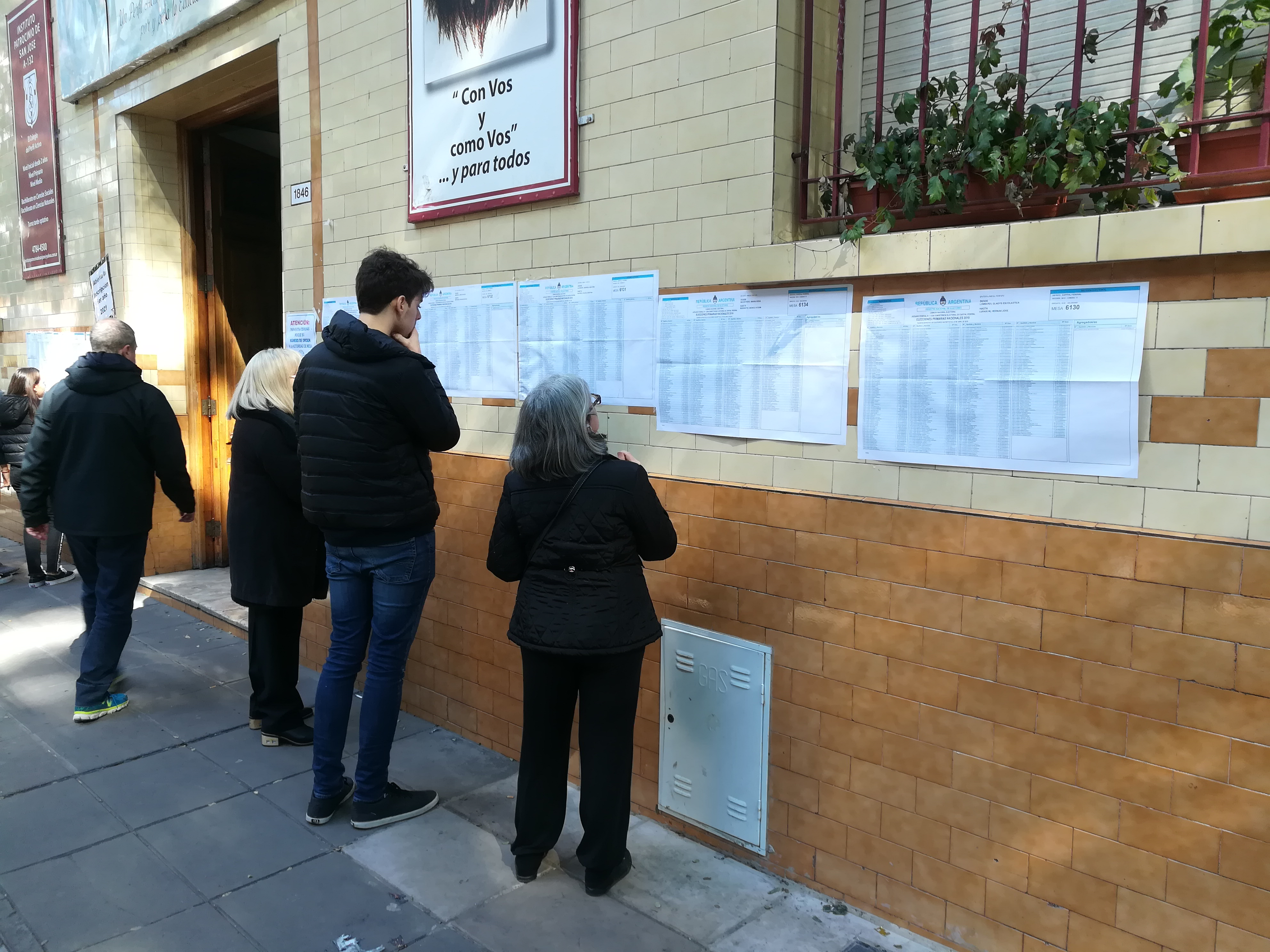
Ciudadanos consultan el padrón en un colegio electoral de Buenos Aires, en las elecciones primarias de Argentina de 2019.

Al estar las elecciones basadas en el sufragio universal, todas las personas sin exclusiones tienen derecho a votar. En la mayoría de los países la inscripción en el censo electoral —el registro público donde constan todos los electores— es automática (el ciudadano no tiene que realizar ninguna gestión administrativa), pero en algunos, como en Estados Unidos, quien quiere ejercer su derecho al voto tiene que inscribirse en el censo. En ambos casos para poder formar parte del cuerpo electoral se ha de poseer la ciudadanía —aunque países como Irlanda, Suecia, Dinamarca, Noruega, Países Bajos y Bélgica han reconocido el derecho al voto en las elecciones municipales a los residentes de origen extranjero; lo mismo ocurre en los países de la Unión Europea respecto a los residentes de otros países de la Unión— y haber cumplido una determinada edad —en la mayoría de países, los 18 años, aunque hay algunos que la han rebajado a los 16—.
Por otro lado, en algunos países se han establecido ciertas situaciones en que los ciudadanos quedan incapacitados para poder votar. El caso más frecuente es el de ciudadanos discapacitados psíquicos en el supuesto de que no dispongan de plena capacidad jurídica o el de personas condenadas a penas de privación de libertad que lleven acarreada la pérdida expresa del derecho al voto.
En cuanto a los requisitos para ser elegido, por lo general son los mismas que para ser elector. Pero en algunos casos se exige una edad superior a la establecida para poder votar o a la condición de ciudadano se añade el haber nacido en el país (como sucede en las elecciones presidenciales de Estados Unidos). Asimismo el desempeño de determinadas funciones, como la pertenencia al ejército o a la judicatura, impide presentarse como candidato.
2. Campaña electoral
Durante la campaña electoral los partidos políticos y las coaliciones exponen sus programas y los confrontan con los de los adversarios en los debates electorales (aunque frecuentemente se inicia antes de la fecha oficial, durante la precampaña electoral). Es un periodo de fuerte intensidad de la comunicación política. Previamente se han proclamado las diversas candidaturas que se presentan. En algunos países la campaña electoral finaliza dos días antes de la celebración de las elecciones para que la víspera sea una «jornada de reflexión» en la que está prohibido hacer propaganda electoral, celebrar mítines o solicitar el voto.
3. Votación

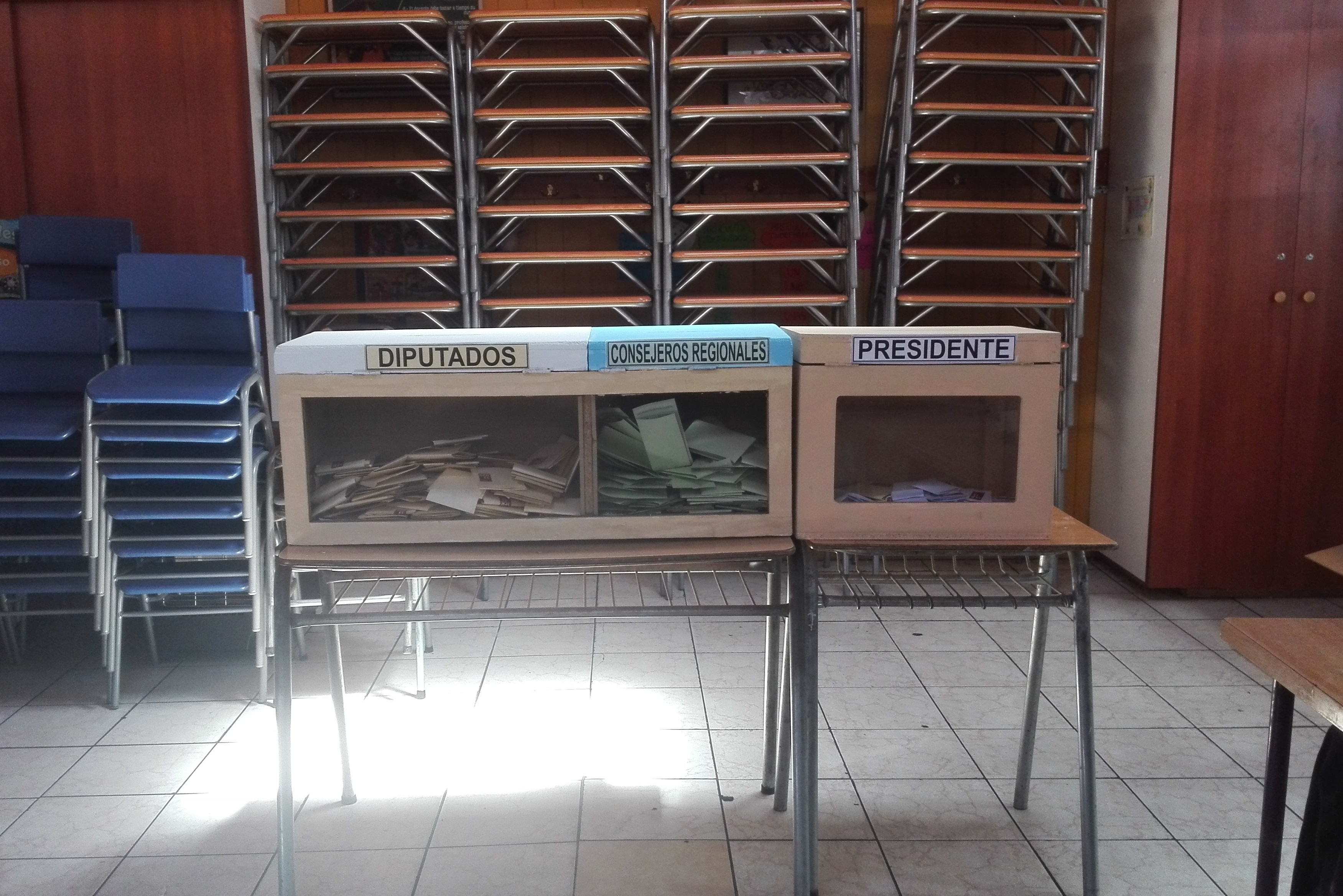
Urnas electorales para las elecciones presidencial, parlamentaria (diputados) y de consejeros regionales de Chile de 2017.

La votación se celebra en un solo día o en dos días (días consecutivos si sólo existe una vuelta; días con intervalo de tiempo de una o dos semanas si hay segunda vuelta). Durante la misma se garantizan dos de las condiciones imprescindibles del voto en las democracias liberales: que sea directo y que sea secreto. Tiene que ser directo porque el derecho al voto es intransferible, no se puede delegar en otras personas (en caso de no poder acudir al colegio electoral el día de la votación se puede recurrir al voto por correo), y el votante elige a sus representantes sin intermediarios. En las elecciones indirectas se eligen a unos delegados o compromisarios que a su vez eligen a los gobernantes. Este fue el sistema electoral de la Constitución española de 1812 y en la actualidad es el que rige las elecciones presidenciales de Estados Unidos en las que los votantes eligen un Colegio Electoral que es el que efectivamente elige al presidente (produciéndose la paradoja, como ocurrió en las elecciones presidenciales de Estados Unidos de 2016, de que el ganador Donald Trump obtuvo menos votos totales que su contrincante Hillary Clinton).
El voto es secreto para garantizar la libertad del votante, ya que si fuera público podía estar condicionada su decisión. Así que para garantizar su privacidad se adoptan una serie de medidas como la instalación de cabinas cerradas, el uso de urna selladas y de sobres opacos donde introducir las papeletas, etc. También se ha recurrido al voto electrónico. El primer país en utilizar en voto secreto fue Australia en 1856.
Por otro lado, en algunos países como Grecia, Bélgica o Australia el voto es considerado como un deber jurídico (sufragio obligatorio opuesto al sufragio facultativo) por lo que el elector que lo incumple es sancionado, si bien está cayendo en desuso.
4. Escrutinio

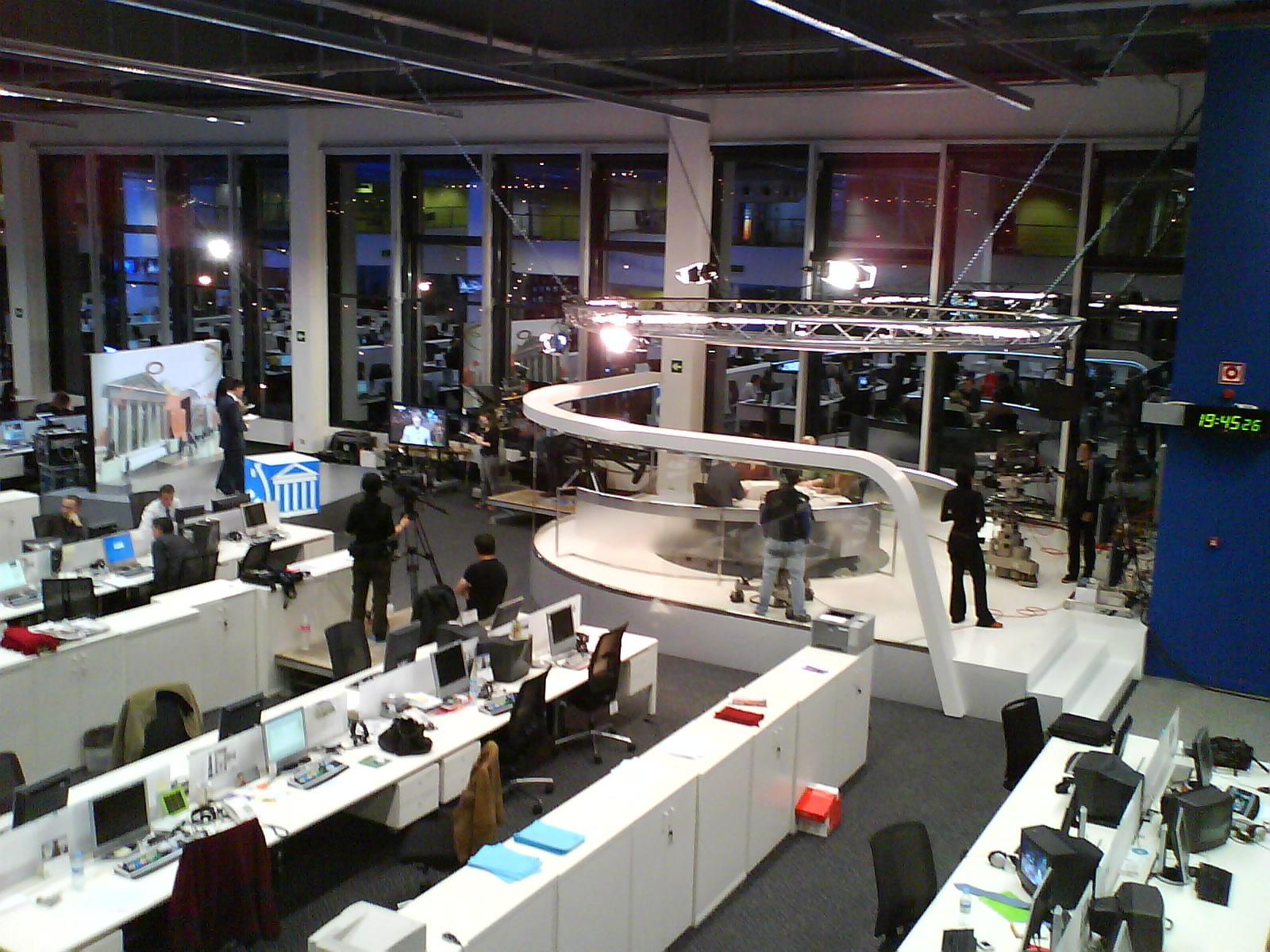
Programa de Euskal Telebista para la noche electoral correspondiente a las elecciones generales españolas de 2008.

Terminada la votación se realiza el escrutinio o recuento de votos de las urnas de las mesas electorales. Del total de votos emitidos se descartarán los votos nulos, en aplicación de lo establecido en la legislación electoral (como, por ejemplo, escribir sobre la papeleta o llenar el sobre con las papeletas de varias candidaturas). En algunos países, como en España, se consideran válidos los votos en blanco (por ejemplo, cuando el sobre de votación está vacío, sin papeleta alguna). Finalizado el escrutinio general se proclaman los resultados provisionales (que incluyen los niveles de abstención) y se abre el plazo para presentación de recursos y su resolución por la autoridad electoral encargada de velar por la limpieza de las elecciones (impedir cualquier atisbo de fraude electoral) y validar los resultados. Finalmente se proclamarán los candidatos que han resultado elegidos por cada circunscripción electoral en función del sistema electoral.

## Sistemas electorales
Xavier Torrens ha definido los sistemas electorales como «el conjunto de métodos para traducir los votos de los ciudadanos en escaños de representantes». Sus componentes fundamentales (interdependientes) son: la circunscripción electoral, la forma de la candidatura, la estructura del voto, la barrera electoral y la fórmula electoral. La estructura del voto y la forma de la candidatura cumplen la función de «trasladar las preferencias políticas de las ciudadanas y los ciudadanos a un tipo de modalidad de voto»; los otros tres componentes, «trasladar los votos a escaños».
La diferente combinación de los cinco componentes dan lugar a dos grandes tipos de sistemas electorales: el mayoritario y el proporcional. En el primero existe una gran diferencia entre la proporción de los votos obtenidos y la proporción del número de escaños, mientras que en el segundo el porcentaje de votos que reciben las candidaturas se traduce en un porcentaje similar del número de escaños que les son asignados en el órgano electo. El sistema mayoritario privilegia la gobernabilidad sobre el pluralismo político, mientras que en el proporcional ocurre lo contrario.
Entre los sistemas mayoritarios se pueden citar: Mayoría relativa; Voto en bloque; Doble ronda. Entre los sistemas intermedios el Sistema paralelo. Entre los proporcionales: Representación proporcional por listas; Voto único transferible.